# Osama bin Laden (elefante)
Osama bin Laden era un elefante que fue nombrado como el terrorista del mismo nombre. Fue responsable de al menos 27 muertes y de la destrucción de propiedades en la selva del distrito de Sonitpur del estado indio de Assam. Después de dos años de protestas (2004 a 2006), el elefante fue finalmente ejecutado con entre 45 y 50 años, aunque algunos dudan de si realmente era este y no otro elefante el sacrificado. Medía entre 2,7 y 3,0 metros de alto.

## Ataques
En sus ataques, mató a 27 personas en el estado de Assam, 14 a lo largo de los seis meses anteriores a su muerte, lo que ocasionó que se le diera el estatus de elefante rebelde en el verano de 2006.
Asimismo, se dice que el animal no tenía miedo del fuego ni de los petardos.

## Muerte
Las autoridades indias emitieron un orden de «disparar con intención de matar» en diciembre de 2006, con una fecha límite del fin del mes. En 18 de diciembre el elefante había sido perseguido hasta una plantación de té cerca de Behali, un pueblo 140 kilómetros noroeste de Guwahati, y los aldeanos utilizaron tambores y fuego para atrapar al elefante en una esquina de la plantación. El cazador Dipen Phukan se le acercó; aunque, cuando el elefante se dio cuenta de la presencia del cazador, corrió hacia él, quien le mató rápidamente. Phukan dijo, «corría hacia mí y dispare corriendo. Si hubiese corrido él un poco más, me habría embestido». Fue identificado como Osama bin Laden porque no tenía colmillos.

## Otros elefantes
Después del 11 de septiembre, los aldeanos de Assam comenzaron a llamar a los elefantes que dañaron sus cultivos u hogares Osama bin Laden, viéndolos como terroristas. En 2008, otro elefante también nombrado como Osama bin Laden, que causó más de 11 muertos y decenas de heridos, fue asesinado a tiros en Jharkhand.